# Sassy Stephie
Stephanie Sager (Akron, Ohio; 18 de marzo de 1984), conocida por su nombre en el ring de Sassy Stephie, es una luchadora profesional estadounidense. Ha participado con regularidad en eventos de las promociones independientes Shimmer Women Athletes y Women Superstars Uncensored.

## Carrera profesional

### Primeros años (2005–2008)
Stephanie comenzó su carrera como locutora de ring para una promoción local de lucha libre profesional en Ohio, empezando cuando el locutor habitual no estaba disponible en agosto de 2005. Como trabajaba como DJ en una bolera, se le dio la oportunidad de anunciar el espectáculo y comenzó a ser la speaker habitual. Más tarde comenzó a entrenar en la escuela de Jeff Cannon. Hizo su debut en la lucha libre profesional para la Ohio Championship Wrestling (OCW) en marzo de 2007, como parte de la primera Ladies Night anual de la promoción, y volvió para la Ladies Night Out 2 en marzo de 2008.

### Shimmer Women Athletes (2008–presente)
Stephie debutó con Shimmer Women Athletes el 19 de octubre de 2008, perdiendo ante Rachel Summerlyn en Sparkle. En mayo de 2009 volvió al show formando equipo con Kimberly Kash para perder contra Summerlyn y Rayna Von Tash, antes de perder contra Kash en un combate individual. En noviembre consiguió su primera victoria, formando equipo con Kacey Diamond para derrotar a Kash y Leva. Ella y Diamond se enfrentaron a Nevaeh y Ashley Lane en la grabación de Volumen 28, pero perdieron. Volvió a Shimmer en las siguientes grabaciones, el 10 y 11 de abril de 2010, y perdió contra Madison Eagles y Jessie McKay. Después de un año de ausencia, volvió a Shimmer el 27 de marzo de 2011, perdiendo ante LuFisto. En las grabaciones del 1 de octubre de 2011, Stephie formó una nueva pareja con la villana Nevaeh. El dúo derrotó a Nikki Roxx y Ariel el 1 de octubre, pero perdió ante Regeneration X (Allison Danger y Leva Bates) la noche siguiente. Derrotaron a Ashley Lane y Mia Yim en el Volumen 44. En marzo de 2012, Stephie volvió a la acción individual, perdiendo ante Courtney Rush y Athena, y perdió ante Hiroyo Matsumoto en octubre en Volumen 49. Derrotó a Su Yung en la grabación del Volumen 50, antes de perder con Kalamity en el Volumen 52.
A continuación, Stephie volvió a unir fuerzas con Nevaeh, junto a Mademoiselle Rachelle, y actuó en combates de tag team a lo largo de 2013 y 2014. El 20 de octubre de 2013, en Volumen 60, Stephie y Nevaeh desafiaron sin éxito a 3G (Kellie Skater y Tomoka Nakagawa) por el Shimmer Tag Team Championship. También compitió en combates individuales, acompañada de Rachelle como mánager, perdiendo ante Thunderkitty y Santana.

### Women Superstars Uncensored (2009–2015)

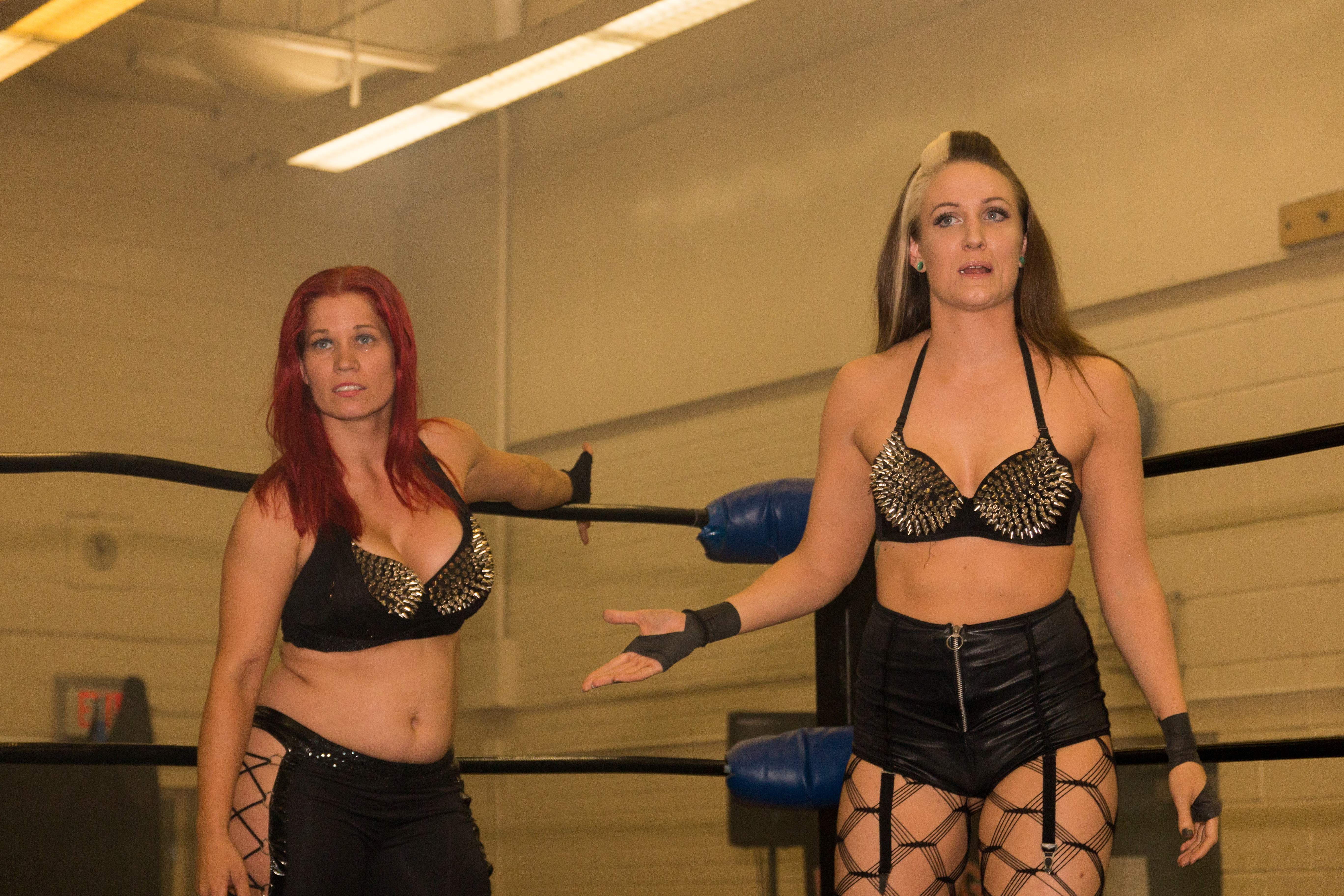
La dupla The Midwest Militia: Sassy Stephie (izq.) y Allysin Kay, en septiembre de 2015.

Stephanie debutó en Women Superstars Uncensored (WSU) el 3 de octubre de 2009, con una derrota ante Amber O'Neal. Después de otras derrotas ante Cindy Rogers y Angelina Love, desafió sin éxito a Brittney Savage por el campeonato WSU Spirit el 6 de noviembre de 2010. Obtuvo su primera victoria en la WSU en el siguiente show, cuando derrotó a Brittnay Force. Después de un combate por equipos donde Stephanie y Savage estaban en lados opuestos, Stephanie derrotó a Savage para ganar el Campeonato WSU Spirit el 5 de marzo de 2011, después de una asistencia de Ivory. 
Compitió en el Torneo J-Cup 2011, derrotando a Jennifer Cruz y Jamilia Craft para llegar a la final, donde perdió ante Savage. También compitió en el torneo WSU/NWS Queen y King of the Ring, pero ella y J.D. Smooth fueron eliminadas en la primera ronda. En los meses siguientes, defendió con éxito el Campeonato Spirit contra Rain y O'Neal. El 6 de agosto, Stephanie se unió a Allysin Kay y Jessicka Havok para formar The Midwest Militia. El 24 de septiembre perdió el Campeonato Spirit ante Rain. 
Stephie compitió en tag team con otros miembros de The Midwest Militia durante los siguientes meses, incluyendo la victoria en un combate de WarGames contra el Team WSU (Mercedes Martínez, Alicia y Brittney Savage) en el pay-per-view por internet Breaking Barriers II en noviembre. El 3 de marzo de 2012, Stephie y Kay ganaron el WSU Tag Team Championship al derrotar a las Soul Sisters (Jana y Latasha). Defendieron con éxito el campeonato contra los equipos de Alicia y Brittney Savage y las Soul Sisters en abril.
Como parte de un intercambio de talentos, The Midwest Militia comenzó a competir para la promoción canadiense NCW Femmes Fatales (NCWFF) en 2012. En el noveno show de NCWFF, en julio de 2012, The Midwest Militia derrotó a Courtney Rush, Xandra Bale y Cat Power en un combate por equipos de seis mujeres. En el pay-per-view del Torneo Reina y Rey de WSU, Stephie y Kay retuvieron el campeonato contra Marti Belle y Lexxus.
El 8 de febrero de 2014, Stephie y Kay perdieron el WSU Tag Team Championship ante Kimber Lee y Annie Social, cuando Havok, que sustituía a Kay, atacó a Stephie durante el combate. En mayo, Stephie unió fuerzas con DJ Hyde para participar en el torneo de Reyes, pero fueron eliminadas en la primera ronda por Shanna y Chris Dickinson. En noviembre, Stephie anunció que había pasado a formar parte de la dirección de WSU, y presentó a una asistente, Amanda Rodríguez. La pareja, junto con Mademoiselle Rachelle, atacó más tarde a la campeona de la WSU, LuFisto.

### Otras promociones independientes (2007–presente)

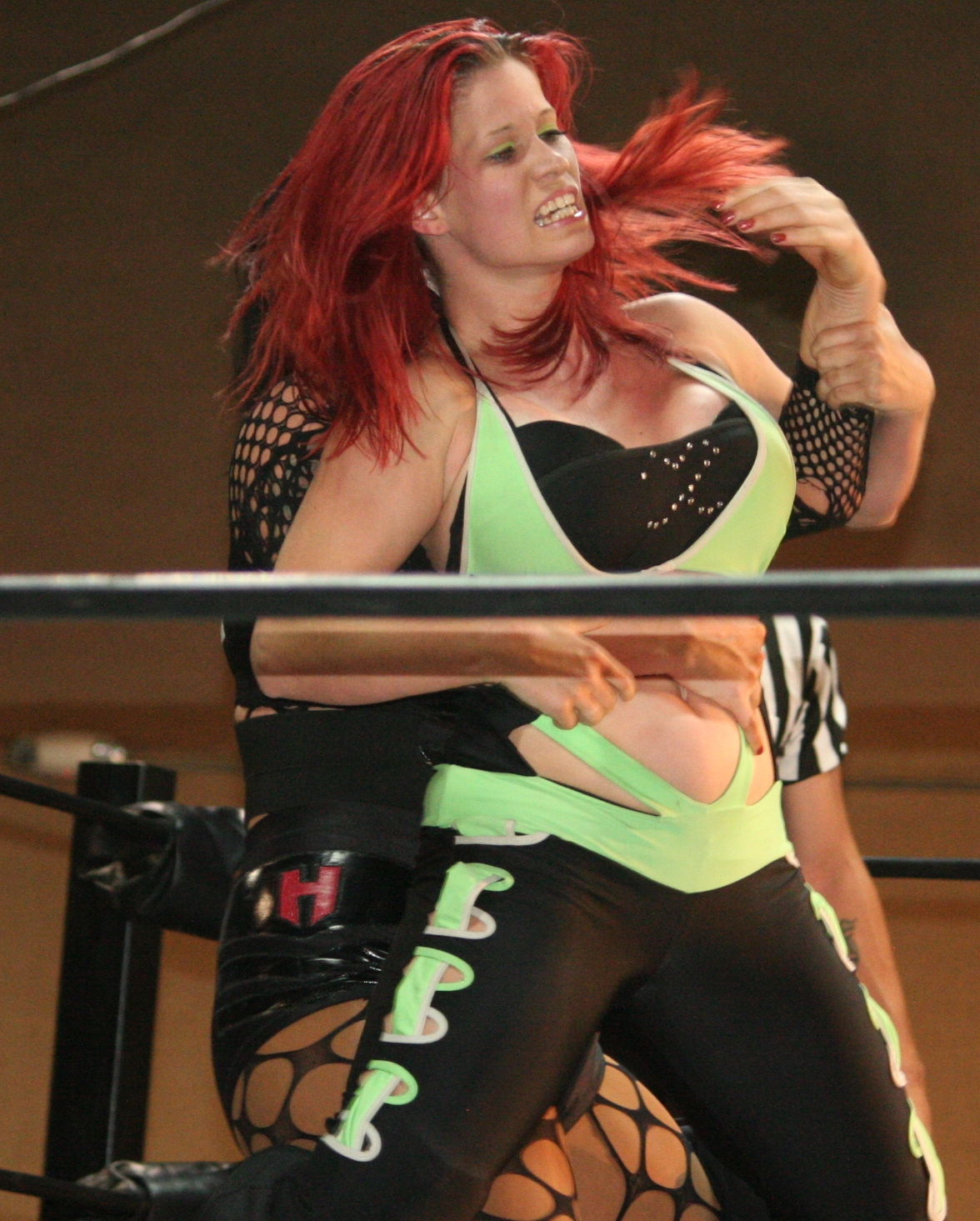
Sassy Stephie durante un combate en junio de 2014.

Stephie ha competido para muchas otras promociones independientes, principalmente en el Medio Oeste estadounidense. En 2007, debutó para Ladysports en Tennessee. En 2008 y 2009, trabajó en un par de shows para Ring of Honor, incluyendo una grabación de televisión de Ring of Honor Wrestling el 1 de marzo de 2009.
Ha competido para Chikara en Filadelfia, e hizo su debut internacional en 2010, trabajando para varias promociones en el Reino Unido. Stephie compitió en el primer show de la división femenina de Jersey All Pro Wrestling en enero de 2009, donde perdió ante Roxie Cotton. Regresó en noviembre de 2009 con una victoria sobre Fate, y derrotó a Allison Danger en el siguiente show en enero de 2010.
Stephie compite para Absolute Intense Wrestling, y ha aparecido en varios de los eventos de Girls Night Out. También ha aparecido para la promoción Queens of Combat.
Al debutar en Shine Wrestling en 2013, Stephie rápidamente formó una alianza con Jessie Belle Smothers, llamada Southern n' Sass. Se enfrentaron a The American Sweethearts (Santana y Amber O'Neal), y las derrotaron en Shine 15 para obligar al equipo a disolverse.
El dúo participó en un torneo para determinar la campeona inaugural de Shine Tag Team; derrotaron a Mseerie (Christina Von Eerie y MsChif) para avanzar a las semifinales, pero perdieron ante The Lucha Sisters (Leva Bates y Mia Yim). En marzo de 2014, Stephie y Smothers formaron parte de un combate por equipos de cuatro vías para determinar los contendientes número uno al Shine Tag Team Championship; el combate fue ganado por Legendary (Brandi Wine y Malia Hosaka).

## Vida personal
Stephie trabajó anteriormente para UPS. Asistió al Centro de Radiodifusión de Ohio. Formó parte de la serie de televisión Fireball Run.
El 24 de septiembre de 2020, Stephie comenzó a presentar su propio podcast llamado Talkin' Sass, siendo la también luchadora Nevaeh su primera invitada.

## Campeonatos y logros
- New Era Pro Wrestling
  - NEPW Women's Championship (1 vez)[6]
- Pro Wrestling Illustrated
  - Posicionada en el nº 36 del top 50 de luchadoras femeninas en el PWI Female 50 en 2013[35]
- Pro Wrestling Rampage
  - PWR Women's Championship (1 vez)[36]
  - PWR Tag Team Championship (1 vez) – con Angel Dust[36]
- Remix Pro Wrestling
  - Remix Pro Fury Championship (2 veces)[37][38]
- Women Superstars Uncensored
  - WSU Spirit Championship (1 vez)[39]
  - WSU Tag Team Championship (1 vez) – con Allysin Kay[39]
- Wrestling All Star Promotions
  - WASP Women's Championship (1 vez)[6]